# Ghost World (filme)
Ghost World, Brasil: Ghost World - Aprendendo a Viver / Portugal: Ghost World, é um filme estadunidense de 2001 dirigido por Terry Zwigoff e baseado no gibi homônimo de Daniel Clowes. Esta adaptação cinematográfica foi protagonizada por Thora Birch, Scarlett Johansson e Steve Buscemi. O filme foi rodado em Los Angeles, California e estreou nos EUA em 16 de junho de 2001.
Embora não tenha se tornado grande sucesso de bilheteria, foi muito elogiado pela crítica, e se consolidou como um cult. Ghost World ganhou diversos prêmios e foi nomeada para disputar o Globo de Ouro nas categorias melhor atriz e melhor ator coadjuvante e o Oscar de melhor roteiro adaptado.

## Sinopse
A história está focada na relação de duas amigas adolescentes, Enid (Thora Birch) e Rebecca (Scarlett Johansson), que acabam de terminar o Ensino Médio e que se sentem inseguras quanto ao futuro. Ao mesmo tempo que acontecem conflitos que põem à prova a amizade das duas Enid conhece, através de um anúncio, a Seymour (Steve Buscemi), um colecionador de discos solitário e tímido, e se dá conta de que tem muito em comum com ele.

## Elenco
| Ator                     | Papel             | Notas |
| ------------------------ | ----------------- | ----- |
| Thora Birch              | Enid              |       |
| Scarlett Johansson       | Rebecca           |       |
| Steve Buscemi            | Seymour           |       |
| Brad Renfro              | Josh              |       |
| Illeana Douglas          | Roberta Allsworth |       |
| Bob Balaban              | Padre de Enid     |       |
| Stacey Travis            | Dana              |       |
| Teri Garr                | Maxine            |       |
| Dave Sheridan            | Doug              |       |
| Charles C. Stevenson Jr. | Norman            |       |
| Tom McGowan              | Joe               |       |
| Debra Azar               | Melora            |       |
| T.J. Thyne               | Todd              |       |
| Pat Healy                | John Ellis        |       |
| Ezra Buzzington          | Weird Al          |       |

## Recepção do filme
Ghost World estreou Festival Internacional de Seattle, com baixo reconhecimento do público mas aplaudida pela crítica. Também foi apresentada em festivais como Fantasia Festival de Montreal, Karlovy Vary Film Festival, Deauville American Film Festival, Bergen International Film Festival, Turin International Film Festival of Young Cinema, International Film Festival Rotterdam, Moscow International Film Festival e el Helsinki International Film Festival.
Com uma exibição modesta nos cinemas estadunidenses, o retorno comercial da película foi pequeno fechando este período com prejuízo. Duerante o ano de 2001, em que esteve sendo exibido nos cinemas, os ganhos do filme foram de US$6.944.894, sendo este valor um pouco menor do que o que se estima que se tenha gasto para produzí-lo. Entretanto, após ter se tornado um cult e também impulsionado pelos prêmios e indicações acabou por se tornar um dos filmes mais alugados do ano de 2002 nas locadoras de vídeo dos EUA.

## Prêmios

### Vencedor
- Chicago Film Critics Association — Melhor ator coadjuvante – Steve Buscemi
- Independent Spirit Awards — Melhor roteiro – Terry Zwigoff, Daniel Clowes
- Independent Spirit Awards — Melhor ator coadjuvante – Steve Buscemi
- L.A. Film Critics Association — Melhor roteiro – Terry Zwigoff, Daniel Clowes
- New York Film Critics Circle — Melhor ator coadjuvante – Steve Buscemi
- Toronto Film Critics Association — Melhor atriz – Thora Birch
- Toronto Film Critics Association — Melhor roteiro – Terry Zwigoff, Daniel Clowes
- Toronto Film Critics Association — Melhor ator coadjuvante – Steve Buscemi
- Toronto Film Critics Association — Melhor atriz coadjuvante – Scarlett Johansson

### Nomeado
- Oscar 2001 — Melhor roteiro adaptado – Daniel Clowes, Terry Zwigoff
- Globo de Ouro — Melhor atriz de comédia ou musical – Thora Birch
- Globo de Ouro — Mejor ator coadjuvante – Steve Buscemi
- Independent Spirit Awards — Melhor filme de diretor estreante – Terry Zwigoff
- American Film Institute — Melhor roteiro – Daniel Clowes, Terry Zwigoff
- American Film Institute — Melhor ator coadjuvante – Steve Buscemi
- Writers Guild of America — Melhor roteiro adaptado – Daniel Clowes, Terry Zwigoff